# Jan z Kazimierza
Jan z Kazimierza (ur. 1500, zm. 26 marca 1558) – polski karmelita i inkwizytor.
Pochodził z Kazimierza i w młodym wieku wstąpił do zakonu karmelitów w klasztorze w Krakowie na Piasku. Następnie ukończył studia na Akademii Krakowskiej, uzyskując tytuł doktora teologii (1529). W 1541 sprawował urząd przeora klasztoru karmelitów na Piasku. W tym samym roku biskup krakowski Piotr Gamrat mianował go inkwizytorem dla diecezji krakowskiej. Od 1555 aż do śmierci był prowincjałem karmelitów w Polsce.
Jako inkwizytor krakowski otrzymał w 1552 list od papieża Juliusza III nakazujący mu wszczęcie postępowania w sprawie poglądów religijnych ówczesnego prymasa Mikołaja Dzierzgowskiego oraz biskupa chełmińskiego Jakuba Uchańskiego.